# 根の上高原

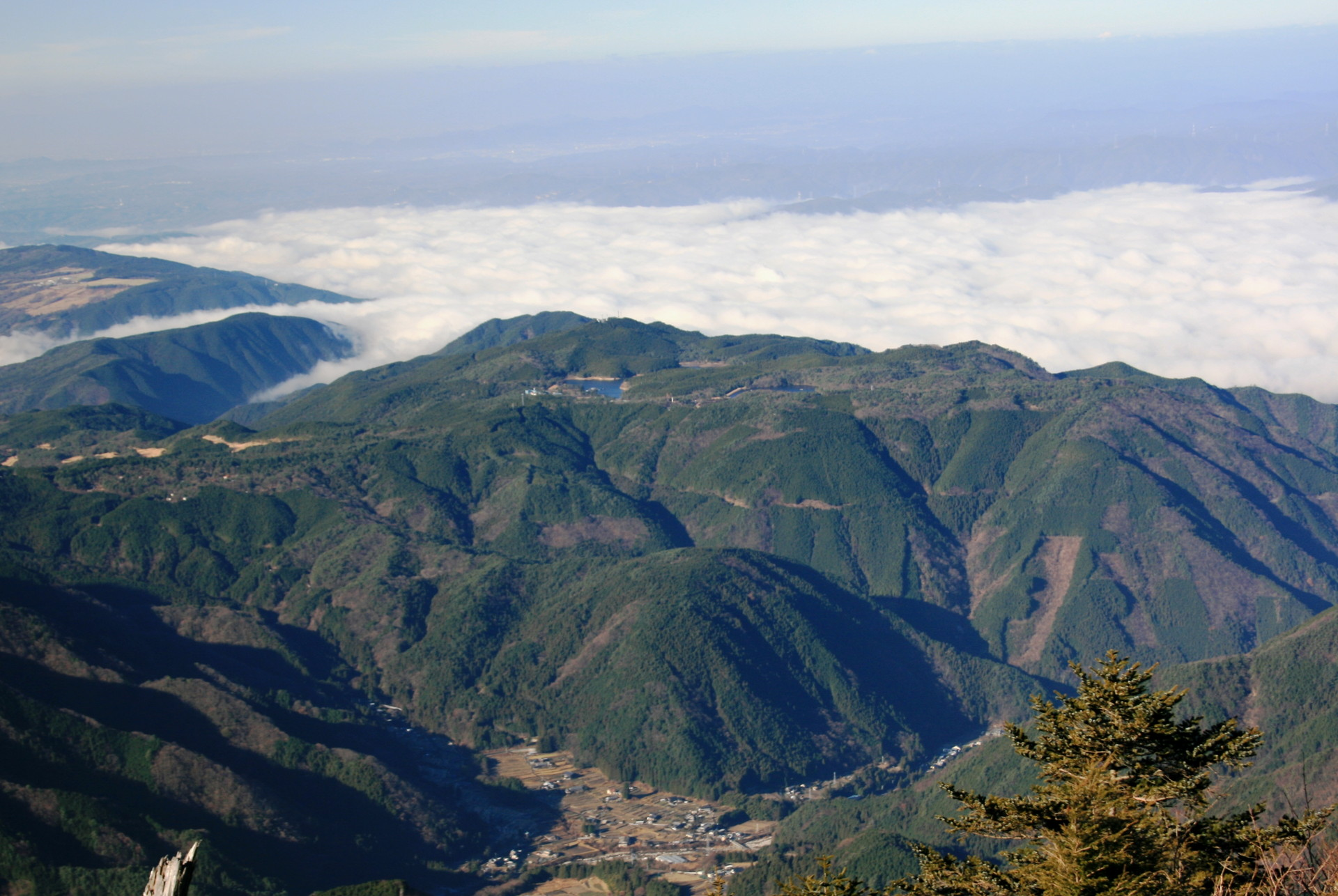
恵那山から望む根の上高原

根の上高原（ねのうえこうげん）は、岐阜県中津川市と恵那市に跨る高原である。根ノ上高原とも記される。飛騨・美濃紅葉三十三選の一つである。 「東海の軽井沢」ともいわれてる。
高原には、標高930mの保古山、灌漑用の3つの湖があり、根の上湖と保古の湖は導水路で繋がっている。とくに保古の湖湖畔が景勝地として有名である。ツツジ、紅葉の名所であり、夏は避暑地、キャンプ場、冬はワカサギ釣りで賑わう。

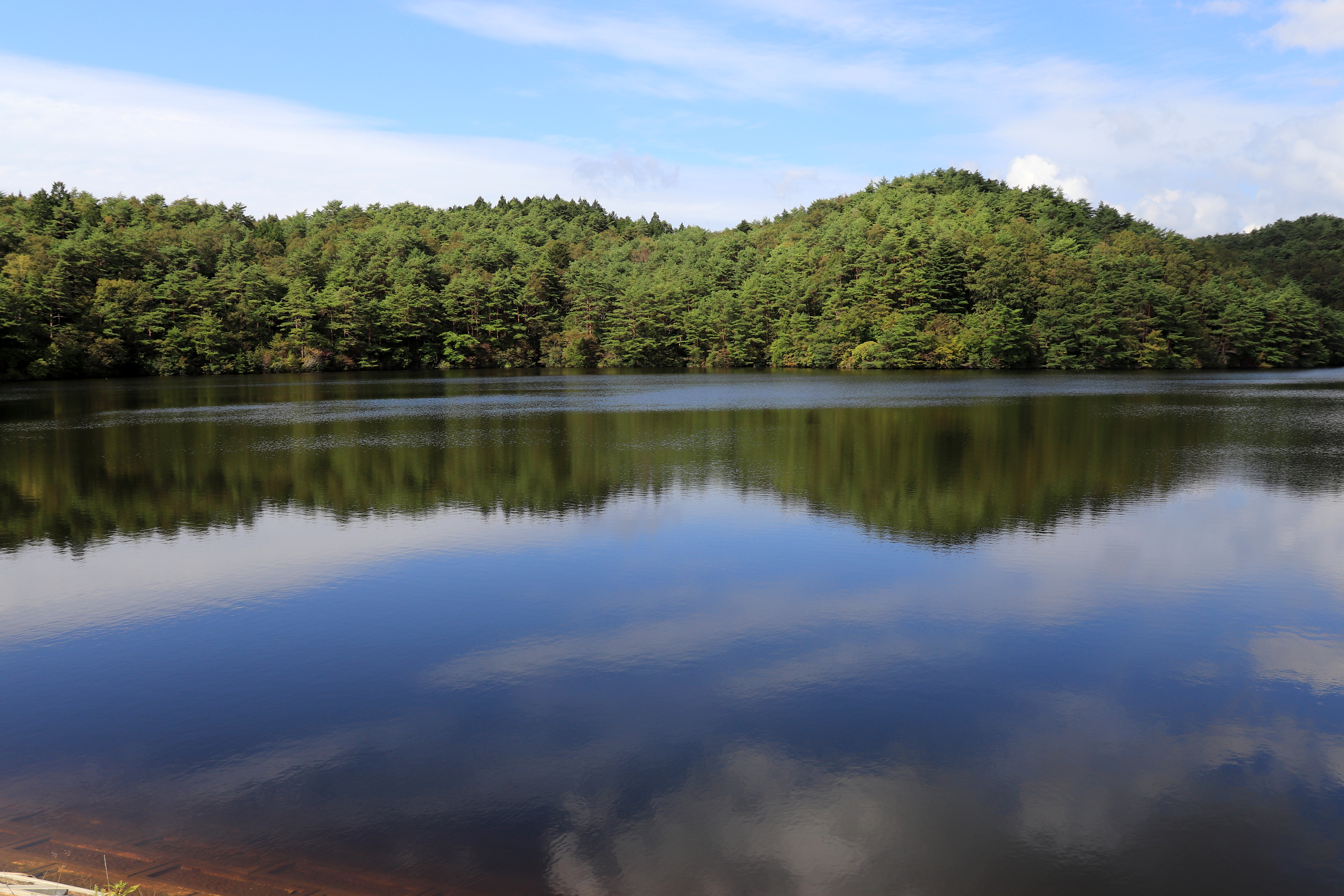
根の上湖
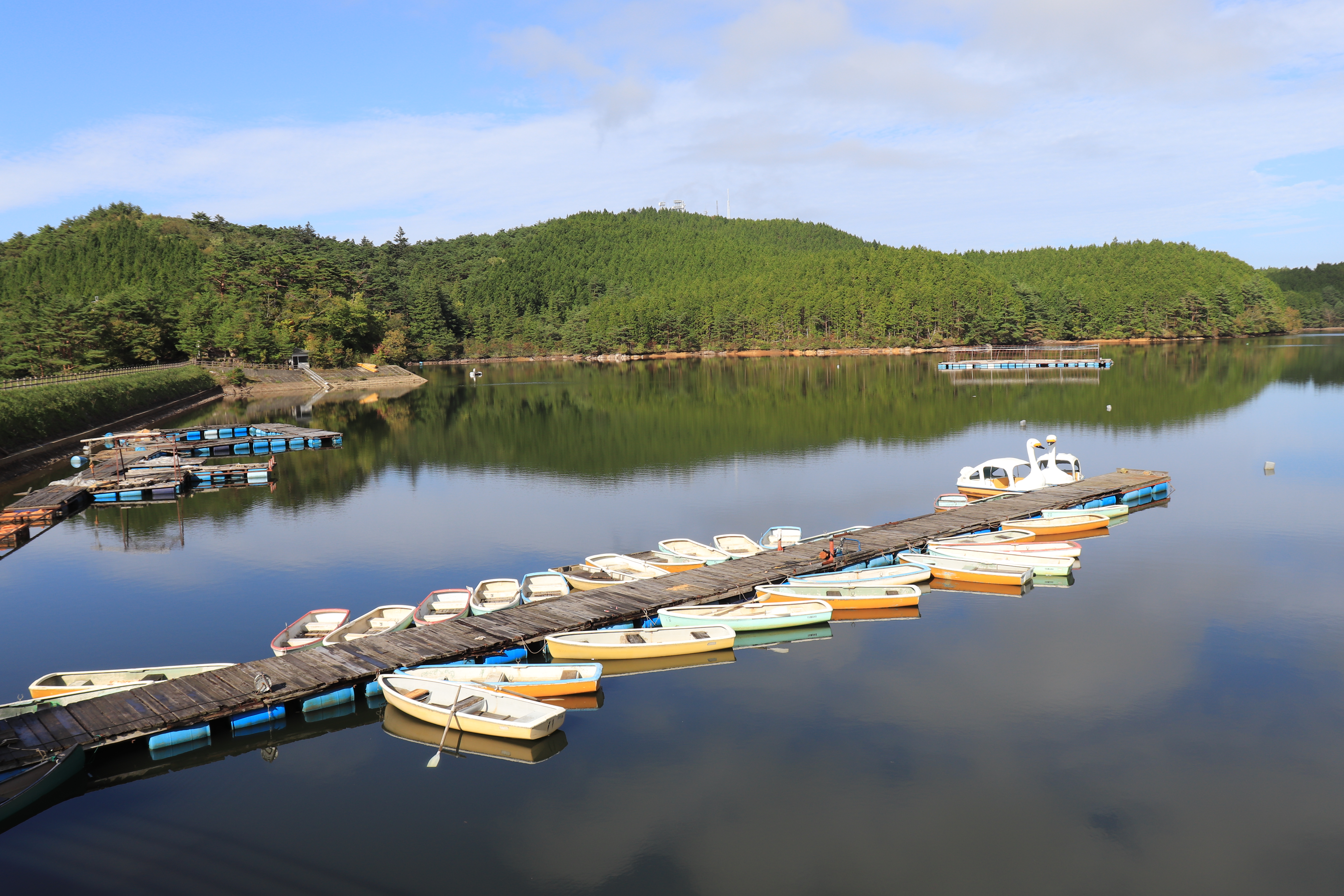
保古の湖と保古山の山頂部
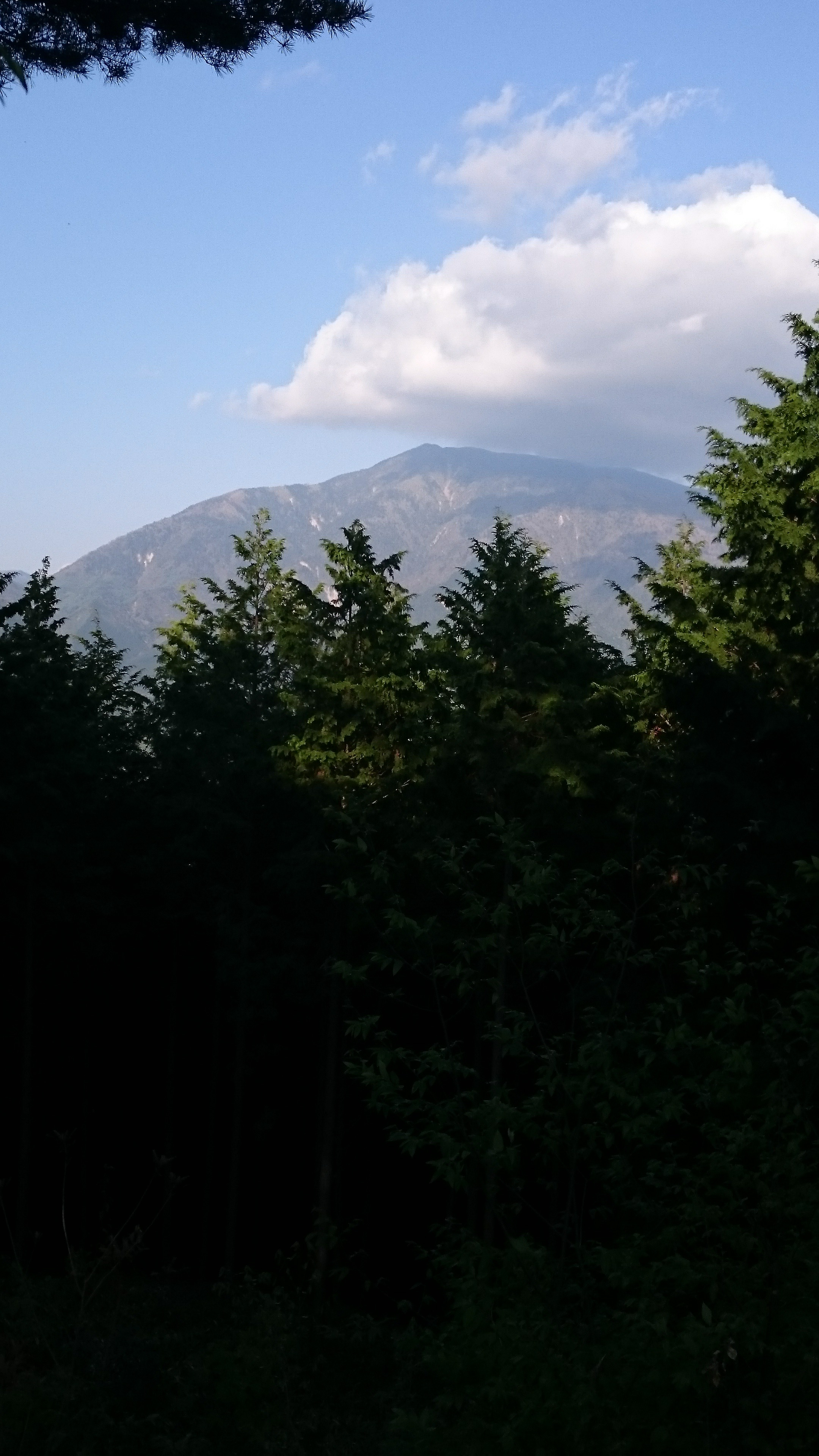
根の上高原から見た恵那山

## 主な施設
- 根の上高原キャンプ場
- 国民宿舎恵那山荘
- 中津川市自然の家
- 中津川中継局